# Dervock
Dervock (Dearbhóg in gaelico irlandese) è un villaggio dell'Irlanda del Nord, situato nella contea di Antrim.